# Lee Cheol-ha
Lee Cheol-ha (Seul, 12. rujna 1970.) je južnokorejski filmski redatelj i scenarist. 

## Filmografija
- 2008. Story of Wine (스토리오브와인)
- 2006. Love Me Not (사랑따윈 필요없어)

## Vanjske poveznice
- IMDb profil
- Lee Cheol-ha HanCinema
- Lee Cheol-ha Official site